# 三號鎮區 (堪薩斯州魯克斯縣)
三號鎮區（英語：Township 3）為美國堪薩斯州魯克斯縣轄下的鎮區。2010年美国人口普查中該鎮區人口有1,212人。

## 地理
三號鎮區涵蓋總面積為184.18平方（71.11平方英里），其中183.92平方（71.01平方英里）為陸地，0.26平方（0.10平方英里）或0.14%為水域。海拔高度598（1,962英尺）。

## 人口統計
根據2010年美國人口普查，三號鎮區人口有1,212人，住房666戶，人口密度為6.58人/每平方公里。此鎮區居民之種族中，白人有1,184人，非裔美國人有4人，美洲原住民有6人，亞裔美國人有2人，太平洋島裔美國人有0人，其他種族有0人，混血種族則有16人。此外此鎮區有13人為西班牙裔或拉丁裔美國人。

## 交通

### 主要公路
- 24號美國國道
- 183號美國國道